# Kurt Atterberg
Kurt Magnus Atterberg (12. december 1887 i Göteborg, Sverige – 15. februar 1974 i Stockholm, Sverige) var en svensk komponist. Atterberg er kendt for sine 9 symfonier, hvoraf nogle er blev spillet af internationale orkestre og dirigenter. Han har tillige skrevet en violinkoncert og andre orkesterværker.

## Udvalgte værker
- Symfoni nr 1  (1909-1913) - for orkester
- Symfoni nr 2  (1911–1913) - for orkester
- Symfoni nr 3  Vestkyst billeder (1916-1948) - for orkester
- Symfoni nr 4  Lille Symfoni (1918-1947) - for orkester
- Symfoni nr 5  Sinfonia funebre (1919–1922, Rev. 1947) - for orkester
- Symfoni nr 6  Dollarsymfoni (1927–1928) - for orkester
- Symfoni nr 7  Romantisk Symfoni (1942) - for orkester
- Symfoni nr 8  (1944) - for orkester
- Symfoni nr 9  Vissionær Symfoni (1955-1956) - for to solister, blandet kor og orkester
- Violinkoncert (1913-1914) - for violin og orkester
- Rapsodi (1909) - for klaver og orkester
- Operaer, fx Härvard harpolekare (1917 Rev. 1951), Bäckhästen (1923-1924), Fanal (1929-1934), Aladdin (1937-1941), Stormen (1946-1947)